# Haematopus meadewaldoi
El ostrero unicolor canario (Haematopus meadewaldoi) es una especie extinta de ave caradriforme de la familia Haematopodidae. Era endémica de Fuerteventura, Lanzarote, el islote de Lobos y el archipiélago Chinijo, en las Islas Canarias, España.

## Etimología y nombres comunes
El nombre del género, Haematopus, es un término griego latinizado para "pies rojos" (de (h)aimato- (αίματό-), '"sangre-" y -p(o)us (πουϛ), "pie"). Por otra parte, meadewaldoi deriva de Edmund Meade-Waldo. En el pasado el nombre científico se escribía meade-waldoi.
Comúnmente recibía el nombre de cuervo marino en Fuerteventura, grajo de mar en Lanzarote, corvino en La Graciosa y posiblemente lapero en Alegranza.(Bannerman 1963)

## Descripción
El ostrero canario tenía un tamaño similar al de sus parientes, el ostrero negro africano (Haematopus moquini) y el ostrero común euroasiático (Haematopus ostralegus), alrededor de 40-45 cm. Probablemente pesaba entre 600 y 800 gr en vida, siendo las hembras un poco más pesadas. El pico tendría 70-80 mm de longitud en los machos, siendo marcadamente mayor en las hembras (80 mm); el tarso mediría alrededor de 50 mm, y las alas tendrían una longitud de 250-265 mm, con los machos en el rango superior de esta medida. (Bannerman 1963).
Su apariencia sería muy similar a la de las especies africanas, aunque su pico era más largo y sus alas más cortas que las de estas especies.
H. meadewaldoi tenía una coloración negra brillante excepto por las bases bajo las alas blanquecinas de la primera remera. Su pico, lateralmente comprimido y con punta roma. Tenía un anillo desnudo alrededor de los ojos de color naranja rojizo. Como es usual en los ostreros, no tenía hallux (dedo más interno de las extremidades inferiores) y el segundo y tercer dedo estaban conectados por una pequeña membrana (Álamo Tavío 1975).
Los sexos no se diferenciaban por el color. No se conocen ejemplares jóvenes, pero probablemente tenían las zonas descubiertas más apagadas y algunas franjas de color gris o beige en las plumas. La coloración del plumón es igualmente desconocida; pero suele ser gris para proporcionar camuflaje contra los depredadores como las gaviotas(Hockey 1996); considerando el color oscuro de las rocas volcánicas presentes en el hábitat de la especie, probablemente fuera bastante oscuro en general.

## Hábitat
Se cree que era un residente permanente, y parece que nunca se reprodujeron fuera de las Islas Canarias orientales, y que ni siquiera se desplazaban a otras zonas, al menos en tiempos históricos. La información sobre su ecología es escasa y por lo general llega de segunda mano o es inferida de la información coyuntural. Sin embargo, a pesar de basarse en conjeturas, esta información es consistente, ya que la biología de los ostreros no es muy variable. 
El ostrero unicolor canario era con toda probabilidad un habitante de las zonas de costa rocosa, siendo mucho menos común en las playas de arena, donde no encontraría tantas presas, aunque tras la llegada del ser humano podría haberse visto relegado a estas últimas, ya que siempre han sido menos explotadas. Al igual que ocurre con otros ostreros, su alimentación se basaba en moluscos y crustáceos, especialmente lapas (Patella candei, Patella piperita y Patella ulyssiponensis) y el mejillón Perna picta. (hockey, 1996). 
Sus vocalizaciones eran un repetido kvirr o kvik-kvikkvik (Álamo Tavío 1975), y su llamada de alarma peepe-peepe peepe-peepe (Bannerman 1963). Estas aves parecen haber sido territoriales durante su época de cría (Hockey 1987).

### Reproducción
Al igual que otros ostreros, no construían nidos, sino que ponían sus huevos en hendiduras junto al mar, eligiendo los lugares más desiertos como las desembocaduras de los barrancos.(Hockey 1987). Su cortejo era conocido por ser muy peculiar, con dos o tres machos rivalizando en un baile de exhibición (Álamo Tavío 1975). Cuando una hembra elegía una pareja, probablemente tenían un comportamiento monógamo de por vida, como en otras especies del género. El tamaño de la puesta no fue documentado, pero probablemente fuera de un único huevo; (Bannerman 1963). Se puede asumir que los huevos serían camuflados como en las especies cercanas (Hockey 1996); en el caso de estas especies, son bastante oscuros en general.. Probablemente tenían un tamaño aproximado de 60 x 40 mm.
La época de reproducción también es desconocida, pero a partir de datos sobre el comienzo del noviazgo y sobre el estado de la puesta se cree que comenzaba en abril. Según los datos actuales sobre la incubación de especies similares se cree que la de esta especie debía rondar los 30 días, quizás menos (23 días: Álamo Tavío 1975), necesitando las hembras 35 días para poner de nuevo. Los machos debían tardar 4 años en ser sexualmente maduros, y las hembras 3. Se puede asumir que sería longevos como otros ostreros, que suelen vivir 20 o incluso más de 30 años (Hockey 1996). Inusualmente estas aves parecen haber mudado después de la época de cría, ya que dos hembras tomadas en abril tenían el plumaje gastado. (Bannerman 1963).

## Extinción
El último ejemplar recolectado data de 1913, y los informes de pescadores locales y guardianes del faro indican que desapareció hacia 1940 (Hockey 1996), después de un declive prolongado que empezó en el siglo XIX (Hockey 1987). Primero desapareció de Lanzarote, antes del inicio del siglo XX. Desde 1913, no fue reportado el que fuera hallado fuera del Archipiélago Chinijo y el Islote de Lobos. (Bannerman 1963).
Actualmente se considera extinto, porque las encuestas realizadas entre 1956 y 1980 no pudieron hallar evidencias de su existencia. Fue declarado oficialmente extinto por la publicación de 1994 de la IUCN Red List.
Han existido 3 registros de posibles avistamientos de ostreros negros en la costa de Senegal, en 1970 (Jarry in Hockey 1987) y 1975 (Ziguinchor Region: de Ridder 1997), pero es muy improbable que se tratara de esta especie, que nunca fue avistada fuera del archipiélago canario en otras ocasiones. Dos registros muy convincentes en  Tenerife, aparentemente en julio de 1965 o 1968 en el Puerto de la Cruz (Bannerman 1969), y en 1981 en El Médano (Kraft in Hockey 1987), podrían indicar que una pequeña población logró sobrevivir en islotes deshabitados hasta la década de 1980. Es interesante observar que también existen registros en Tenerife desde el siglo XIX, pero siempre de segunda mano. Los registros de Senegal son más desconcertantes, ya que no se conoce ninguna especie de ostrero negro en la zona. El melanismo ocurre ocasionalmente en el ostrero común euroasiático (Haematopus ostralegus) (Stresemann 1927) que hiberna en la región; explicando estos avistamientos.
La sobreexplotación de los invertebrados de la zona intermareal y las molestias causadas por la presencia de gente fueron probablemente las causas de su declive (Hockey 1987), aunque la predación por las ratas y gatos también contribuyó. Además sus huevos eran considerados un manjar y se recolectaron en grandes cantidades (Álamo Tavío 1975). Aunque los ostreros suelen mostrar adaptaciones para poder reemplazar rápidamente el primer huevo en caso de depredación, si realmente ponían un huevo único la recolección de huevos debió tener un gran impacto sobre su población, los coleccionistas tendrían que molestar a más parejas por número de huevos recolectados. Además las aves adultas eran cazadas junto a aves zancudas migratorias más abundantes durante los meses de invierno y vendidos preservados en  salmuera (Álamo Tavío 1975). Se desconoce el impacto de las prácticas agrícolas no sostenibles tuvieron sobre su población, ya que contribuyeron a la desertificación sobre todo en Lanzarote (Hockey 1987). Esto podría haber alterado los patrones climáticos locales, aumentando la sedimentación en las desembocaduras de los barrancos y disminuyendo su fauna invertebrada.
Actualmente sólo se conservan 8 ejemplares: tres recolectados por Meade-Waldo en el BMNH, uno recolectado por Bannerman en el World Museum Liverpool, dos recolectados por Ramón Gómez en el Museo de Mánchester y otros dos también recolectados por Ramón Gómez en el Museo Koenig. El holotipo BMNH 1905.12.22.323 es una hembra cazada en Jandía, Fuerteventura, el 7 de abril de 1888 o 1889  (Bannerman 1963). Sobre la misma época del año siguiente, una pareja fue cazada en la Graciosa. De allí es también el otro espécimen - el macho que se encuentra en Liverpool -, cazado el 3 de junio de 1913. Los ejemplares del Museo de Mánchester fueron cazados en la Península de Jandía, Fuerteventura, entre abril y mayo de 1889 y por último la pareja del Museo Konig también fue cazada en Jandía el 27 de abril de 1889 (hembra) y el 28 de abril de ese mismo año (macho). No se sabe que ocurrió con un ejemplar recolectado por Carl Bolle en abril de 1852 cerca de la Península de Jandía (Bolle 1855). Además de las 8 pieles, se conserva un único huevo en el Museo Senckenberg que también fue recolectado por el farmacéutico Ramón Gómez.